# Conspectus
Conspectus est une méthode uniformisée d'évaluation des collections en bibliothèque.
L'évaluation s'effectue sur des segments de collections correspondant au découpage de la classification en vigueur dans la bibliothèque, et combine les notions de niveau intellectuel et de diversité linguistique des collections.

## Historique
Le premier Conspectus est développé par le Research Libraries Group (RLG) à la fin des années 1970,. Le modèle est repris et perfectionné par différents groupes de recherche en bibliothéconomie au fil des années, dont l’Association of Research Libraries (ARL) et le Western Libraries Network (WLN). Ce dernier élabore un logiciel pour aider à la gestion du Conspectus.
Bien qu’utilisée à travers le monde, la méthode conspectus est principalement employée aux États-Unis, où elle fait office de « standard approach to assessing library collections ». En 1989, l’American Library Association (ALA) recommande d’ailleurs son utilisation dans son Guide For Written Collection Policy Statements. On retrouve toutefois des exemples de son utilisation au Canada (Canadian Association of Research Libraries), en Europe (Ligue des bibliothèques européennes de recherche, European Conspectus group), en Australie, en Corée, etc.
L’approche du Conspectus suscite un engouement très fort au moment de sa conception et jusqu’à la fin des années 1990. Son développement et sa popularisation vont de pair avec l’importance grandissante que prend l’évaluation des collections dans la gestion des ressources documentaires. L'usage  et l’intérêt envers la méthode du Conspectus diminue au début des années 2000.

## Fonctionnement
La première étape de l’élaboration d’un Conspectus réside dans la division de la collection en catégories d’évaluation. Selon les modèles, ces segments documentaires sont basés sur le système de classification de Dewey ou sur la classification de la bibliothèque du Congrès. Le Conspectus développé par le Research Libraries Group s’appuie sur la classification de la bibliothèque du Congrès et comporte 24 divisions principales qui peuvent se subdiviser jusqu’à près de 7000 sujets. Le nombre de catégories varie selon la grosseur et les spécialisations des différents établissements qui utilisent cette méthode.
Pour chaque catégorie, le Conspectus permet de décrire la situation actuelle de la collection, l’état des acquisitions en cours et les objectifs de développement de la collection, qui sont établis en regard de la politique de développement des collections en place dans l’établissement.
Pour chaque composante du tableau, la bibliothèque détermine l’étendue de la couverture documentaire de sa collection (niveau intellectuel) et la variété linguistique présentée par ses ouvrages et ressources (niveau de diversité linguistique).

### Niveau intellectuel
Le niveau intellectuel d'une collection, qui détermine l’ampleur et la profondeur d’une partie de la collection, est évalué sur une échelle de 0 à 5.
- 0 : non couvert, hors champ d'acquisition
- 1 : niveau initiation ou minimal. Correspond aux ouvrages de vulgarisation
  - 1A : éléments d'introduction à un champ non couvert
  - 1B : corpus des auteurs de base
- 2 : information de base correspondant au niveau licence en bibliothèque académique
  - 2A : introduction et définition d'un sujet
  - 2B : documentation de niveau avancé
- 3 : étude ou appoint correspondant au niveau master en bibliothèque académique. Il s'agit ici des collections complètes d'auteurs majeurs, et d'une sélection d'auteurs mineurs
- 4 : niveau recherche correspondant au niveau doctorat en bibliothèque académique. Il s'agit par exemple de collections étendues de monographies et de revues spécialisées de niveau recherche, de titres en langues étrangères, de documents anciens
- 5 : niveau complet de prospection comprenant par exemple des collections électroniques, des manuscrits, de la littérature grise

### Niveau de diversité linguistique
- P : collection essentiellement en langue nationale
- S : collection comportant une sélection de titres dans une autre langue
- W : collection comportant une large sélection de titres dans d'autres langues
- X : collection essentiellement en langues étrangères[13]

Le résultat s'exprime par un code, par exemple 4S, pour une collection de niveau recherche comprenant des titres en français et en anglais.
Établir ces niveaux n'est pas chose simple, dans la mesure où l'évaluation se fait de manière subjective. Difficile donc de vérifier la validité des informations recueillies et d'interpréter ces données.

## Applications en France
L’élaboration d’un Conspectus vise à brosser un portrait de la collection actuelle d’une bibliothèque, de ses forces et faiblesses, de l’état de ses acquisitions courantes et de son plan de développement. L’objectif initial du Research Libraries Group en élaborant le Conspectus est de fournir un outil pour soutenir la collaboration entre bibliothèques. Peu utilisée dans cette intention, l’approche Conspectus est plus souvent exploitée et appréciée comme outil d’évaluation des collections pour un établissement particulier. S'agissant des bibliothèques publiques, tel a été notamment le cas de la démarche mise en œuvre par Thierry Giappiconi à la bibliothèque municipale de Fresnes.
L'harmonisation progressive des catalogues et la mutualisation de SIGB sous forme de plateformes de services ouvrent de nouvelles possibilités d'évaluation comparée des collections, et par conséquent de démarches inspirées du Conspectus.
Pour adapter l’usage du Conspectus aux pratiques contemporaines, certains auteurs comme Peter Clayton et G.E. Gorman proposent une mise à jour de la méthode pour l’adapter à l’ère du numérique. Ils intègrent notamment la question de l’accessibilité des ressources (papier et numérique) à leur évaluation du niveau de profondeur de la collection, évitant ainsi de se concentrer entièrement sur la taille de la collection physique. On peut considérer ce principe comme désormais largement admis, depuis que les ressources numériques figurent en bonne part dans les ressources documentaires offertes par les bibliothèques et sont officiellement considérées comme composantes de la collection.
La promulgation en France de la loi n° 2021-1717 du 21 décembre 2021 relative aux bibliothèques et au développement de la lecture publique devrait susciter un intérêt nouveau pour le principe et les méthodes développées par le Conspectus. Car cette loi disposant dans son article 7 que « les bibliothèques des collectivités territoriales ou de leurs groupements élaborent les orientations générales de leur politique documentaire, qu'elles présentent devant l'organe délibérant de la collectivité territoriale ou du groupement et qu'elles actualisent régulièrement », et que cette présentation pouvant être « suivie d'un vote de l'organe délibérant. », les besoins de l'élaboration et du chiffrage des politiques documentaires vont exiger la mise en œuvre d'outils adaptés.
Certes, le Conspectus  ne peut à lui seul suffire à l'élaboration des orientations générales d'une politique documentaire, car celle-ci exige des fiches de programmation dites "fiches domaine" par segment indiciaire LCC ou CDD et par leur localisation au sein d’un réseau de bibliothèques. Toutefois, cette démarche de programmation empruntant la même logique de segmentation LCC ou CDD que le Conspectus, fait de la démarche de représentation  et de la comparaison de niveaux de profondeur de la collection tous supports confondus de ce dernier une composante incontournable.
On peut par conséquent attendre des fournisseurs de SIGB, et plus particulièrement, de par leur nature coopérative, des éditeurs de plateformes de service, qu’ils fournissent des outils d’aide à la décision et de gestion intégrant données de coût (des documents ou des ressources électroniques et donc de la mise à niveau et de la mise à jour des domaines), associés aux outils d’évaluation des collections (âge médian, effet longue traîne, nombre de titre et d’auteurs, etc.) selon le principe et dans la logique coopérative héritée du Conspectus.